# Lufe Steffen
Lufe Steffen (São Paulo, SP, Brasil, 10 de setembro de 1975) é cineasta, roteirista, escritor, jornalista, ator e cantor brasileiro.
Seus trabalhos mais conhecidos são os filmes de curta e longa-metragem que abordam a temática LGBT, vários deles premiados em festivais e mostras de cinema nacionais e internacionais, e exibidos em canais de TV no Brasil e de outros países. Formado em Comunicação Social - Rádio e Televisão, atuou como jornalista nos sites Mix Brasil, A Capa, iG e Virgula. Na internet, roteirizou, produziu e apresentou os programas de TV "Boa Noite Bee" (2007/2008), "Bola Dentro" (2010), "Direto da Redação" (2010/2011), "Tricotando Lurex" (2014) e "Naftalufe" (2015). A partir do início de 2019, passou a produzir e apresentar programas sobre a memória das telenovelas brasileiras, em parceria com Nilson Xavier, no canal homônimo. Em 2020, Lufe resgatou seu canal Naftalufe e voltou a produzir programas sobre a cultura pop das décadas de 1950, 60, 70, 80 e 90.
Como ator e cantor, atuou em espetáculos adultos, infantis, institucionais e musicais. Dirigiu e integrou o elenco do grupo performático-musical Frenéticos, Molhados & Croquettes, inspirado no universo das Frenéticas, Secos & Molhados e Dzi Croquettes e dedicado ao resgate da cultura LGBT. O grupo nasceu em 2011 e em 2016 comemorou 5 anos de atividades. Em 2019 Lufe voltou a dirigir para o teatro, lançando o espetáculo "As Drags Devem Estar Loucas".
Como escritor, publicou em 2008 o livro-reportagem "Tragam os Cavalos Dançantes", sobre a festa Grind, pioneira em tocar rock para o público LGBT, festa que aconteceu aos domingos na casa noturna paulistana A Lôca durante 19 anos, de 1998 a 2017, mudando-se em seguida para a casa noturna Desmanche. Em 2016 lançou seu segundo livro, "O Cinema que Ousa Dizer Seu Nome", sobre a produção brasileira de cinema com temática LGBT no século XXI, publicado pela Editora Giostri.
Como cineasta, dirigiu dez curtas-metragens de ficção e dois longas. Entre seus curtas mais conhecidos e premiados estão "Os Clubbers Também Comem" ( 1999 ), "Rasgue Minha Roupa" ( 2002 ) e "Meu Namorado é Michê" ( 2006 ). Seus dois longas são os também premiados documentários "A Volta da Pauliceia Desvairada" (2012) e "São Paulo em Hi-Fi" (2013/2016). "São Paulo em Hi-Fi" circulou por festivais e mostras entre 2013 e 2015, sendo remontado e estreando em circuito comercial em 2016, circulando pelas principais capitais brasileiras. O filme foi lançado em DVD em agosto de 2016 e atualmente está disponível em plataformas virtuais ( SpCinePlay, Looke e RevryTV ).
O livro "O Cinema que Ousa Dizer Seu Nome" deu origem à série documental "Cinema Diversidade", ampliando o escopo do livro - o original focalizava 24 realizadores, enquanto a série retratou 60 cineastas de todo o Brasil. Escrita e dirigida por Lufe e produzida pela Cigano Filmes, a série teve 10 episódios e sua 1ª temporada foi exibida no canal a cabo Prime Box Brasil entre dezembro de 2017 e fevereiro de 2018. Atualmente está disponível na plataforma Looke.

## Filmografia
- 2016 / 2017 - Cinema Diversidade - série em 10 episódios de 25' cada
- 2016 - Baile de Formatura (24')
- 2016 - Manifesto LGBT / Vaca Profana ( 6' ) - clipe produzido com o coletivo Elas por Eles
- 2013 / 2016 - São Paulo em Hi-Fi (100')
- 2012 - A Volta da Pauliceia Desvairada (95')
- 2012 - Arlequinal! (7')
- 2009 - Fumaça em Formatos Bizarros (19')
- 2006 – Beija‐me se for Capaz (21')[4]
- 2006 – Meu Namorado é Michê (3')[5][6]
- 2002 – Rasgue minha Roupa (10')[7]
- 2000 – A Cama do Tesão (20')
- 1999 – Os Clubbers Também Comem (10')
- 1998 – A Hora da Caiçara (25')
- 1997 – Ame, Antes que o Filme Acabe (35')